# Kirknewton (West Lothian)
Pour les articles homonymes, voir Kirknewton.
Kirknewton est un village dans le West Lothian, en Écosse.